# 斯坦斯普林扩张定理
在算子理论这一数学领域中，斯坦斯普林扩张定理（也称为斯坦斯普林分解定理）是冠名于数学家 W. Forrest Stinespring 的一个定理。它将C*-代数 {\displaystyle {\mathcal {A}}} 上的任何完全正映射（completely positive map，简称为CP映射）表示为两个完全正映射的复合，这两个映射分别是：
1. {\displaystyle {\mathcal {A}}} 在某个辅助希尔伯特空间 {\displaystyle K} 上的 *-表示
2. 一个将算子映射为算子的映射，形如 {\displaystyle T\mapsto V^{*}TV} 。

此外，此定理是从 C*-代数到希尔伯特空间上有界算子代数的结构定理，因其说明了C*-代数间的完全正映射是*-表示的上述简单修改。

## 表述
对于有单位元的C*-代数，定理表述如下：
定理 设 {\displaystyle {\mathcal {A}}} 为一个有单位元的 C*-代数， {\displaystyle H} 为希尔伯特空间， {\displaystyle B(H)} 为 {\displaystyle H} 上的全体有界算子的集合。对于任一完全正映射
{\displaystyle \Phi :{\mathcal {A}}\to B(H),}
存在一个希尔伯特空间 {\displaystyle K} 和一个保单位元的 *-同态
{\displaystyle \pi :{\mathcal {A}}\to B(K)}
使得
{\displaystyle \Phi (a)=V^{\ast }\pi (a)V,}
其中 {\displaystyle V:H\to K} 是有界算子。此外，我们还有
{\displaystyle \|\Phi (1)\|=\|V\|^{2}.}
非正式地说，我们可以说任一完全正映射 {\displaystyle \Phi } 可以“提升”为形如 {\displaystyle V^{*}(\cdot )V} 的映射。
该定理的逆命题显然为真。因此，此定理对完全正映射进行了分类。

## 证明概要
我们现在简述一下证明。令 {\displaystyle K={\mathcal {A}}\otimes H} 。对于 {\displaystyle a\otimes h,\ b\otimes g\in K} ， 定义
{\displaystyle \langle a\otimes h,b\otimes g\rangle _{K}:=\langle \Phi (b^{*}a)h,g\rangle _{H}=\langle h,\Phi (a^{*}b)g\rangle _{H}}
并通过半线性扩张到整个 {\displaystyle K}  。这是一个厄米半线性形式，因为 {\displaystyle \Phi } 与 * 操作是相容的。然后可基于 {\displaystyle \Phi } 的完全正性证明该半线性形式实际上是半正定的。由于半正定厄米半线性形式满足柯西-施瓦茨不等式，因此子集
{\displaystyle K'=\{x\in K\mid \langle x,x\rangle _{K}=0\}\subset K}
是一个子空间。我们可以通过考虑商空间 {\displaystyle K/K'} 来消除退化。于是该商空间的完备化给出一个希尔伯特空间，也记作 {\displaystyle K} 。下一步定义 {\displaystyle \pi (a)(b\otimes g)=ab\otimes g} 和 {\displaystyle Vh=1_{A}\otimes h} 。可以验证  {\displaystyle \pi } 和 {\displaystyle V}  具有所需的性质。 是一个子空间。
注意 {\displaystyle V} 就是 {\displaystyle H} 到 {\displaystyle K} 的自然代数嵌入。可以验证 {\displaystyle V^{\ast }(a\otimes h)=\Phi (a)h} 。特别地，注意到有 {\displaystyle V^{\ast }V=\Phi (1)} ，因此当且仅当 {\displaystyle \Phi (1)=1} 时， {\displaystyle V} 得以是一个等距同构。在这种情况下， {\displaystyle H} 可以在希尔伯特空间意义上嵌入到 {\displaystyle K} 中，而作用在 {\displaystyle K} 上的 {\displaystyle V^{\ast }} 则是到 {\displaystyle H} 上的投影。符号上，我们可以写成
{\displaystyle \Phi (a)=P_{H}\;\pi (a){\Big |}_{H}.}
用扩张理论的语言来说， {\displaystyle \Phi (a)} 是 {\displaystyle \pi (a)} 的一个压缩 。因此，斯坦斯普林扩张定理的一个推论是，每个保单位的完全正映射都是某个*-同态的压缩。

## 极小斯坦斯普林表示
三元组 {\displaystyle (\pi ,V,K)} 被称为 {\displaystyle \Phi } 的斯坦斯普林表示。现在一个自然的问题是，是否可以将给定的斯坦斯普林表示约化为在某种意义上极小的。
令 {\displaystyle K_{1}} 为 {\displaystyle \pi ({\mathcal {A}})VH} 的闭线性生成空间。根据*-表示的一般性质，对于任意 {\displaystyle a\in {\mathcal {A}}} ， {\displaystyle K_{1}} 是 {\displaystyle \pi (a)} 的不变子空间；且有 {\displaystyle VH\subset K_{1}} 。定义
{\displaystyle \pi _{1}(a)=\pi (a){\Big |}_{K_{1}}.}
可直接计算得到
{\displaystyle {\begin{aligned}\pi _{1}(a)\pi _{1}(b)&=\pi (a){\Big |}_{K_{1}}\pi (b){\Big |}_{K_{1}}\\&=\pi (a)\pi (b){\Big |}_{K_{1}}\\&=\pi (ab){\Big |}_{K_{1}}\\&=\pi _{1}(ab).\end{aligned}}}
若有 {\displaystyle k,\ell \in K_{1}}，则
{\displaystyle {\begin{aligned}\langle \pi _{1}(a^{*})k,\ell \rangle &=\langle \pi (a^{*})k,\ell \rangle \\&=\langle \pi (a)^{*}k,\ell \rangle \\&=\langle k,\pi (a)\ell \rangle \\&=\langle k,\pi _{1}(a)\ell \rangle \\&=\langle \pi _{1}(a)^{*}k,\ell \rangle .\end{aligned}}}
因此 {\displaystyle (\pi _{1},V,K_{1})} 也是 {\displaystyle \Phi } 的一个斯坦斯普林表示，且 {\displaystyle K_{1}} 是 {\displaystyle \pi ({\mathcal {A}})VH} 的闭线性生成空间，这样的表示称为极小斯坦斯普林表示。

## 唯一性
令 {\displaystyle (\pi _{1},V_{1},K_{1}),(\pi _{2},V_{2},K_{2})} 为给定 {\displaystyle \Phi } 的两个斯坦斯普林表示。定义一个部分等距映射 {\displaystyle W:K_{1}\to K_{2}} 如下
{\displaystyle \;W\pi _{1}(a)V_{1}h=\pi _{2}(a)V_{2}h.}
在  {\displaystyle V_{1}H\subset K_{1}} 上，这给出了交织关系
{\displaystyle \;W\pi _{1}=\pi _{2}W.}
特别是，如果两个斯坦斯普林表示都是极小的，则 {\displaystyle W} 是幺正的。因此，极小斯坦斯普林表示是唯一的，至多差一个幺正变换。

## 一些推论
下文将提及一些可以看作斯坦斯普林定理推论的结果。不过从历史上看，下面的一些结果要更早于斯坦斯普林定理。

### GNS 构造
下面将从斯坦斯普林定理导出GNS构造。令斯坦斯普林定理中的 {\displaystyle H} 为一维的，即复数。因此 {\displaystyle \Phi } 现在是 {\displaystyle {\mathcal {A}}} 上的正线性泛函。若假定 {\displaystyle \Phi } 是一个态（也就是说 {\displaystyle \Phi } 的范数为一），那么等距映射 {\displaystyle V:H\to K} 可由
{\displaystyle V1=\xi }
确定，其中 {\displaystyle \xi \in K} 是某个单位向量。所以
{\displaystyle {\begin{aligned}\Phi (a)=V^{*}\pi (a)V&=\langle V^{*}\pi (a)V1,1\rangle _{H}\\&=\langle \pi (a)V1,V1\rangle _{K}\\&=\langle \pi (a)\xi ,\xi \rangle _{K},\end{aligned}}}
这正是态与其 GNS 构造间的关系式。由此可以看出完全正映射（而非正映射）才是正线性泛函的适当推广。
设 C*-代数上有正线性泛函 {\displaystyle \Phi ,\Psi } ，若它们对于任一正元素 {\displaystyle x\in {\mathcal {A}}} 满足
{\displaystyle \Psi (x)=0\implies \Phi (x)=0}
，则称 {\displaystyle \Phi } 关于 {\displaystyle \Psi } 是绝对连续的。这即是拉东-尼科迪姆定理的非交换推广。当参考泛函选择为迹时，矩阵代数上的态关于迹的通常密度算子不过是选择 {\displaystyle \Psi } 为迹时的拉东-尼科迪姆导数。别拉夫金引入了一个完全正映射相对于另一个（参考）映射的完全绝对连续的概念，并证明了完全正映射的非交换拉东-尼科迪姆定理的一个算子变体。此定理的一个特例对应于参考映射是矩阵代数上的迹性（tracial）的完全正映射的情况，这给出了所谓蔡文端算子，即完全正映射关于标准迹的拉东-尼科迪姆导数（参见蔡文端定理）。

### 蔡文端定理
蔡文端证明了，若 {\displaystyle \Phi :B(G)\to B(H)} 是完全正的，其中 {\displaystyle G} 和 {\displaystyle H} 分别是维数为 {\displaystyle n} 和 {\displaystyle m} 的有限维希尔伯特空间，则 {\displaystyle \Phi } 具有以下形式：
{\displaystyle \Phi (a)=\sum _{i=1}^{nm}V_{i}^{*}aV_{i}.}
这被称为完全正映射的蔡文端定理。 蔡文端的证明使用的是线性代数技术，但他的结果也可以看作是斯坦斯普林定理的一个特例：
设 {\displaystyle (\pi ,V,K)} 是 {\displaystyle \Phi } 的极小斯坦斯普林表示。根据极小性， {\displaystyle K} 的维度小于 {\displaystyle C^{n\times n}\otimes C^{m}} 。因此，不失一般性地， {\displaystyle K} 可以表示为
{\displaystyle K=\bigoplus _{i=1}^{nm}C_{i}^{n}.}
每个 {\displaystyle C_{i}^{n}} 都是 {\displaystyle n} 维希尔伯特空间的一个副本。从 {\displaystyle \pi (a)(b\otimes g)=ab\otimes g} 可以看出可以选择 {\displaystyle K} 的表示式使得{\displaystyle \;P_{i}\pi (a)P_{i}=a} ，其中 {\displaystyle P_{i}} 是是 {\displaystyle K} 上到 {\displaystyle C_{i}^{n}} 的投影。
令 {\displaystyle V_{i}=P_{i}V} ，有
{\displaystyle \Phi (a)=\sum _{i=1}^{nm}(V^{*}P_{i})(P_{i}\pi (a)P_{i})(P_{i}V)=\sum _{i=1}^{nm}V_{i}^{*}aV_{i},}
于是就证明了蔡文端定理。
蔡文端的结果是完全正映射的非交换拉东-尼科迪姆定理的一个特例，对应于参考映射是矩阵代数上的迹性完全正映射的情况。1985年，别拉夫金以强算子形式证明了这个普遍的定理，他证明了对于一个CP映射，若其相对另一参考CP映射是完全绝对连续的，则必存在相应的正密度算子。该密度算子的唯一性则是参考映射的斯坦斯普林表示的极小性的直接结果。因此，蔡文端算子即是有限维CP映射关于标准迹的拉东-尼科迪姆导数。
请注意，在通过斯坦斯普林表述来证明蔡文端定理以及别拉夫金定理时，除非显式指明各空间，否则这些论述并未明确给出克劳斯算子 {\displaystyle V_{i}} 。而另一方面，蔡文端的原始证明则涉及对这些算子的直接计算。

### 奈马克扩张定理
奈马克的定理指出，某个紧豪斯多夫空间 {\displaystyle X} 上、取值于 {\displaystyle B(H)} 中且、弱可数可加的测度可被“提升”为一个谱测度。将 {\displaystyle X} 上的连续函数构成交换的C*-代数 {\displaystyle C(X)} 这一事实与斯坦斯普林定理结合便可证明这一点。

### 纳吉扩张定理
该结果表明，希尔伯特空间上的每个收缩都有具有最小性质的幺正扩张。

## 应用
在量子信息中，量子通道或者说量子操作被定义为C*-代数之间的完全正映射。作为所有此类映射的分类，斯坦斯普林定理在该背景下具有重要意义。例如，该定理的唯一性部分已被用来对某些类别的量子通道进行分类。
为了比较不同的通道并计算它们的互保真度和信息，使用别拉夫金引入的拉东-尼科迪姆导数对通道进行另一种表示将是很有用的。作为别拉夫金的完全正映射的拉东-尼科迪姆定理在有限维、迹性情况下的变体，蔡文端定理也与此相关联。
{\displaystyle \Phi (a)=\sum _{i=1}^{nm}V_{i}^{*}aV_{i}.}
所确定的算子 {\displaystyle \{V_{i}\}} 被称为 {\displaystyle \Phi } 的克劳斯算子。表达式
{\displaystyle \sum _{i=1}^{nm}V_{i}^{*}(\cdot )V_{i}}
则有时被称为 {\displaystyle \Phi } 的算子和表示。